# Brad Miller (Eishockeyspieler, 1986)
Brad Miller (* 31. Januar 1986 in Alpharetta, Georgia) ist ein US-amerikanischer Eishockeyspieler, der beim EC Peiting in der Eishockey-Oberliga spielt.

## Karriere
Nach drei Saisons bei verschiedenen Mannschaften in der ECHL wechselte Brad Miller während der Saison 2012/13 in die deutsche Eishockey-Oberliga zu den EC Rote Teufel Bad Nauheim. Im fünften und entscheidenden Play-off-Finalspiel gegen die Kassel Huskies schoss er für die Roten Teufel in der Verlängerung (Overtime) das entscheidende Tor zur Oberliga-Meisterschaft und zum Aufstieg in die DEL2. Nach seiner Zeit in Bad Nauheim hängte er für ein Jahr seine Schlittschuhe an den Nagel und kehrte zur Saison 2014/2015 zurück nach Deutschland, um für den ERC Sonthofen in der Oberliga Süd zu spielen. Nach einem Jahr in Sonthofen schloss er sich dem EC Peiting an.